# ايستغاه مخابراتي شهيد قندي (سيد جمال الدين)
ایستغاه مخابراتي شهید قندي (بالإنجليزية: Istgah-e Mokhabarati Shahid Qandi)‏ هي مستوطنة تقع في إيران في قسم سید جمال الدین الريفي. يقدر عدد سكانها بـ 14 نسمة .